# Seznam válek se zapojením Ruska
Toto je seznam válek, do kterých se zapojila Ruská federace a její předchůdci včetně informací o stranách konfliktu a jeho výsledku.

## Kyjevská Rus (879–1240)
- 907 Rusko-byzantská válka
- 920–1036 Rusko-pečeněgské kampaně
- 941 Rusko-byzantská válka
- 944/945 Rusko-byzantská válka
- 964–965 Svajtoslavova tažení proti chazarům
- 967/968–971 Svjatoslavova invaze do Bulharska
- 981 Kampaň Vladimíra Velikého na města Cherven
- 985 Tažení Vladimíra Velikého proti Volžskému Bulharsku
- 987 Rusko-byzantská válka
- 1022 Útok Jaroslava moudrého na brest
- 1024 Rusko–byzantská válka
- 1030 Tažení Jaroslava Moudrého proti Chudovi
- 1030–1031 Kampaň Jaroslava Moudrého na Cherven
- 1042–1136 Finsko-novgorodská válka
- 1043 Rusko-byzantská válka
- 1055–1223 Rusko-kumanská kampaň
- 1061 Sosolský nájezd proti Pskovi
- 1132–1136 Švédsko-novgorodské války
- 1147 Nájezd Boleslava IV. na Staré Prusy
- 1203–1234 Tažení ruských knížat proti Řádu meče
- 1240 Livonské tažení proti Rusku

## Novgorodská republika (1136–1478)
- 1136–1228 Finsko-novgorodská válka

- 1136–1445 Švédsko-novgorodské války

- 1203–1234 Tažení ruských knížat proti Řádu meče

- 1223–1240 Mongolský vpád na Rus

- 1240–1242 Livonské tažení proti Rusku

- 1268 Bitva u Rakvere

## Moskevské velkovévodství (1263–1547)
- 1368–1372 Litevsko-moskovská válka

- 1376 Moskovsko-volžská válka Bulharů

- 1377 Bitva na řece Pyana

- 1378 Bitva u řeky Vozha

- 1380 Bitva o Kulikovo

- 1382 Obléhání Moskvy

- 1438–1445 Kampaň Ulugha Muhammada

- 1467–1469 Rusko-kazanská válka

- 1471 Bitva u Shelonu

- 1478 Obléhání Kazaně

- 1480 Vélka tribuna na řece Ugra

- 1485 Dobytí Tveru

- 1492–1494 První Moskevsko-litevská válka

- 1495–1497 Rusko-švédská válka

- 1500–1503 Druhá moskevsko-litevská válka

- 1505–1507 Rusko-kazaňská válka

- 1507–1508 Třetí moskevsko-litevská válka

- 1512–1522 Čtvrtá moskevsko-litevská válka

- 1534–1537 Pátá moskevsko-litevská válka

## Ruské carství (1547–1721)
- 1552 Obléhání Kazaně
- 1552–1556 Tatarské povstání
- 1554–1557 Rusko-švédská válka
- 1556 Ruské dobytí Astrachaně
- 1558–1583 Livonská válka
- 1568–1574 Rusko-turecká válka
- 1570–1572 Rusko-krymská válka
- 1580–1762 Ruské dobytí Sibiře
- 1590–1595 Rusko-švédská válka
- 1605–1618 Rusko-polská válka
- 1606–1607 Bolotnikovovo povstání
- 1610–1617 Rusko-švédská válka
- 1632–1634 Smolenská válka
- 1651–1653 Rusko-perská válka
- 1652–1689 Čínsko-ruské pohraniční konflikty
- 1654–1667 Rusko-polská válka
- 1656–1658 Rusko-švédská válka
- 1662–1664 Baškirské povstání
- 1670–1671 Razinova vzpoura
- 1676–1681 Rusko-turecká válka
- 1700–1721 Severní válka
- 1704–1711 Baškirské povstání
- 1707–1708 Astrachaňské povstání
- 1717 Khivanská válka
- 1717–1847 Kazašsko-ruská válka

## Ruské impérium (1721–1917)
- 1722–1723 Rusko-perská válka
- 1733–1738 Válka o polské následnictví
- 1735–1739 Rusko-turecká válka
- 1735–1740 Baškirské povstání
- 1740–1748 Války o rakouské dědictví
- 1756–1763 Sedmiletá válka
- 1768–1769 Koliivschynovo povstání
- 1768–1772 Válka barské konfederace
- 1768–1774 Rusko-turecká válka
- 1773–1775 Pugačovovo povstání
- 1787–1792 Rusko-turecká válka
- 1788–1790 Rusko–švédská válka
- 1792 Rusko–polská válka
- 1796 Perská expedice Kateřiny Veliké
- 1799–1802 Válka druhé koalice
- 1803–1806 Válka třetí koalice
- 1804–1813 Rusko-perská válka
- 1806–1807 Válka čtvrté koalice
- 1806–1812 Rusko-turecká válka
- 1807–1812 Anglo-ruská válka
- 1808–1809 Finská válka
- 1809 Válka páté koalice
- 1812 Vlastenecká válka
- 1813–1814 Válka šesté koalice
- 1815 Válka sedmé koalice
- 1817–1864 Kavkazská válka
- 1825 Povstání děkabristů
- 1826–1828 Rusko-perská válka
- 1827 Bitva u Navarina
- 1828–1829 Rusko-turecká válka
- 1830–1831 Polsko-ruská válka
- 1839–1841 Druhá egyptsko-osmanská válka
- 1839–1895 Ruské dobytí Střední Asie
- 1841 Povstání v Gruzii
- 1842 Shoorcha povstání
- 1848–1849 Maďarská revoluce
- 1853–1856 Krymská válka
- 1858 Mahtra povstání
- 1861 Bezdnovská selská vzpoura
- 1863–1864 Lednové povstání
- 1866 Sibřské povstání
- 1877–1878 Rusko-turecká válka
- 1897–1898 Krétská vzpoura
- 1899–1901 Boxerské povstání
- 1904–1905 Rusko-japonská válka
- 1905–1907 Ruská revoluce
- 1905–1911 Perská ústavní revoluce
- 1914–1917 První světová válka
- 1916–1934 Hnutí basmačů

## Ruská RFSR (1917–1920)
- 1918 Únorová revoluce
- 1918 Říjnová revoluce
- 1917–1922 Ruská občanská válka

- 1917–1921 Ukrajinská válka za nezávislost
- 1917–1920 Kazachstánská kampaň
- 1918 Finská občanská válka
- 1918–1920 Estonská válka za nezávislost
- 1918–1920 Lotyšská osvobozenecká válka
- 1918–1919 Litevsko-sovětská válka
- 1918–1920 Gruzínsko-osetský konflikt

## Sovětský svaz (1920–1991)
- 1919–1921 Sovětsko-polská válka
- 1919–1923 Turecká válka za nezávislost
- 1920–1933 boje s Basmači[1]
- 1920 Invaze Rudé armády do Ázerbájdžánu
- 1920 Invaze Rudé armády do Arménie
- 1921 Invaze Rudé armády do Gruzie
- 1921 Sovětská intervence v Mongolsku
- 1921 Sovětské potlačení arménského povstání
- 1921–1922 Sovětské potlačení povstání v Karélii
- 1924 Srpnové povstání v Gruzii
- 1925–1926 Urtatagaiský konflikt
- 1929 Čínsko-sovětský konflikt[2]:s.15–14
- 1929–1930 Intervence Rudé armády v Afghánistánu[2]:s.16–17
- 1932 Čečenské povstání
- 1938 až 1945 Sovětsko-japonské pohraniční konflikty[2]:s.28–31
- 1937 Muslimské povstání v Sin-ťiangu
- 1939 Invaze do Polska[2]:s.32–33
- 1939–1940 Zimní válka[2]:s.33–37
- 1940 Sovětská okupace pobaltských zemí
- 1940 Sovětská okupace Besarábie a severní Bukoviny
- 1941–1945 Pokračovací válka
- 1944–1945 Laponská válka
- 1939–1945 Druhá světová válka
- 1944–1956 Partyzánská válka v Pobaltí (Lotyšsko, Litva, Estonsko)
- 1944–1953 Partyzánská válka na Ukrajině
- 1944–1953 Protikomunistický odboj v Polsku
- 1945 Sovětsko-japonská válka
- 1946–1954 Válka v Indočíně
- 1950–1953 Korejská válka
- 1953 Východoněmecké povstání
- 1953–1972 Laoská občanská válka (Tajná válka)
- 1955–1975 Vietnamská válka
- 1956 Maďarské povstání
- 1968 Invaze vojsk Varšavské smlouvy do Československa
- 1969 Čínsko-sovětské konflikty
- 1967–1970 Opotřebovací válka

| Konflikt                                  | Strana 1                                                            | Strana 2                                                                                | Výsledek |
| ----------------------------------------- | ------------------------------------------------------------------- | --------------------------------------------------------------------------------------- | --- |
| 1971 Indicko-pákistánská válka            | - Indie - provizorní bangladéšská vláda Neoficiální podpora: - SSSR | - Pákistán - Saúdská Arábie - USA (Nixonova administrativa) Neoficiální podpora: - Čína | Drtivé indické vítězství - Východní fronta: - Pákistánské jednotky kapitulovaly. - Západní fronta: - Indie vyhlásila jednostranné příměří po kapitulaci Pákistánu na východě. - Odtržení Východního Pákistánu jako nezávislého státu Bangladéš. |
| 1961–1991 Eritrejská válka za nezávislost | - Etiopie - Kuba - Jižní Jemen - Sovětský svaz                      | - Eritrejská osvobozenecká fronta - Eritrejská lidově osvobozenecká fronta              | Stažení (omezené zapojení) - Nezávislost Eritreje po pádu komunistické vlády v Etiopii |
| 1975–2002 Občanská válka v Angole         | - MPLA - Kuba - SSSR - SWAPO Podpora: - Kongo-Brazzaville           | - UNITA - FNLA - FLEC - JAR - Zair podpora: - USA - Čína                                | Patová situace (omezené zapojení) - Dohoda tří mocností - Stažení všech zahraničních sil z Angoly - Nezávislost Namibie |
| 1977–1978 Etiopsko-somálská válka         | - Etiopie - Kuba - Jižní Jemen - Sovětský svaz                      | - Somálsko - Západní somálská osvobozenecká fronta                                      | Vítězství - Stažení Somálska - Somálsko přerušilo veškeré vztahy s Druhým světem s výjimkou Číny |
| 1979–1989 Sovětská válka v Afghánistánu   | - Sovětský svaz - Afghánská demokratická republika                  | Mudžahedíni: - Peševárská sedmička - Teheránská osmička                                 | Stažení - Ženevské dohody - Taktické vítězství mudžáhidů - Stažení sovětských jednotek - Rozpad Afghánské demokratické republiky - Pokračující občanská válka v Afghánistánu                                                                    |

## Ruská federace (1991–dnes)
| Konflikt | Strana 1                                                                | Strana 2                                                          | Výsledek |
| --- | ----------------------------------------------------------------------- | ----------------------------------------------------------------- | --- |
| 1992 Válka v Podněstří                                                                                                | - Podněstří - Ruská federace                                            | - Moldávie                                                        | Vítězství - Podněstří získalo de facto nezávislost. |
| 1992 Konflikt ve východním Prigorodném                                                                                | - Jižní Osetie - Severní Osetie - Ruská federace                        | - Ingušská milice                                                 | Vítězství - Etnické čistky Ingušů Osetinskou milicí |
| 1992–1997 Občanská válka v Tádžikistánu                                                                               | - Tádžikistán - Uzbekistán - Ruská federace                             | - UTO (United Tajik Opposition) - Afghánistán - Taliban           | Příměří OSN - UTO získalo příslib 30 % ministerských pozic v tádžické vládě. |
| 1991–1993 Válka v Abcházii                                                                                            | - Ruská federace - Abcházie                                             | - Gruzie                                                          | Vítězství - Abcházie získala faktickou nezávislost |
| 1991–1993 Občanská válka v Gruzii                                                                                     | - Gruzie - Ruská federace                                               | - Zviadovci (dle Zviada Gamsachurdii)                             | Vítězství* - Zviadistická vzpoura poražena. |
| 1993 Přelévání Ruska do Ázerbájdžánu                                                                                  | - Ruská federace - Ázerbájdžán                                          | - Huseynovy síly                                                  | Porážka - zajištění národní bezpečnosti - vyloučení Huseynových sil - Rusko prozatím nastoluje mír v Ázerbájdžánu |
| 1994–1996 První čečenská válka                                                                                        | - Ruská federace                                                        | - Ičkerie - Mudžáhedíni                                           | Porážka* - Čečna získala de facto nezávislost. |
| 1999 Válka v Dagestánu                                                                                                | - Ruská federace                                                        | - IIPB (Islámská mezinárodní brigáda)                             | Vítězství - Záminka k Druhé čečenské válce |
| 1999–2009 Druhá čečenská válka                                                                                        | - Ruská federace                                                        | - Ičkerie - Kavkazská fronta - Mudžáhedíni                        | Vítězství - Debelace Ičkerie - devět let povstání |
| 2008 Válka v Jižní Osetii                                                                                             | - Ruská federace - Abcházie - Jižní Osetie                              | Gruzie                                                            | Vítězství - Rozšíření Abcházie a Jižní Osetie |
| |                                                                         |                                                                   | |
| od 2009 Povstání na severním Kavkaze                                                                                  | - Ruská federace                                                        | - Kavkazský emirát - Mudžáhedíni                                  | Probíhá - Probíhající povstání |
| od 2014 Rusko-ukrajinská válka (2014–současnost) (Válka na východní Ukrajině, od února 2022 ruská invaze na Ukrajinu) | - Ruská federace - Doněcká lidová republika - Luhanská lidová republika | - Ukrajina                                                        | Probíhá - Anexe Krymu - První minská dohoda a Druhá minská dohoda |
| od 2015 Ruská vojenská intervence v Sýrii (Válka proti Islámskému státu)                                              | - Ruská federace - Sýrie - Hizballáh - Írán - Irák                      | - Islámský stát - Džaíš al-Fatah - Syrská opozice - USA - Turecko | Probíhá |
| od 2018 Občanská válka ve Středoafrické republice                                                                     | - Ruská federace - Středoafrická republika - Rwanda                     | - Koalice patriotů pro změnu                                      | Probíhá |
| 2023 Vzpoura Wagnerovy skupiny                                                                                        | - Ruská federace - Čečensko                                             | - Wagnerova skupina                                               | Patová situace - dohoda o konci vzpoury a stáhnutí wagnerovců zpět - Wagnerova skupina obsadila Rostov na Donu a Voroněž - smrt Jevgenije Prigožina, šéfa Wagnerovy skupiny, při podezřelé letecké havárii 23.8.2023 |